# Quercus arkansana
Quercus arkansana là một loài thực vật có hoa trong họ Cử. Loài này được Sarg. miêu tả khoa học đầu tiên năm 1911.

## Hình ảnh

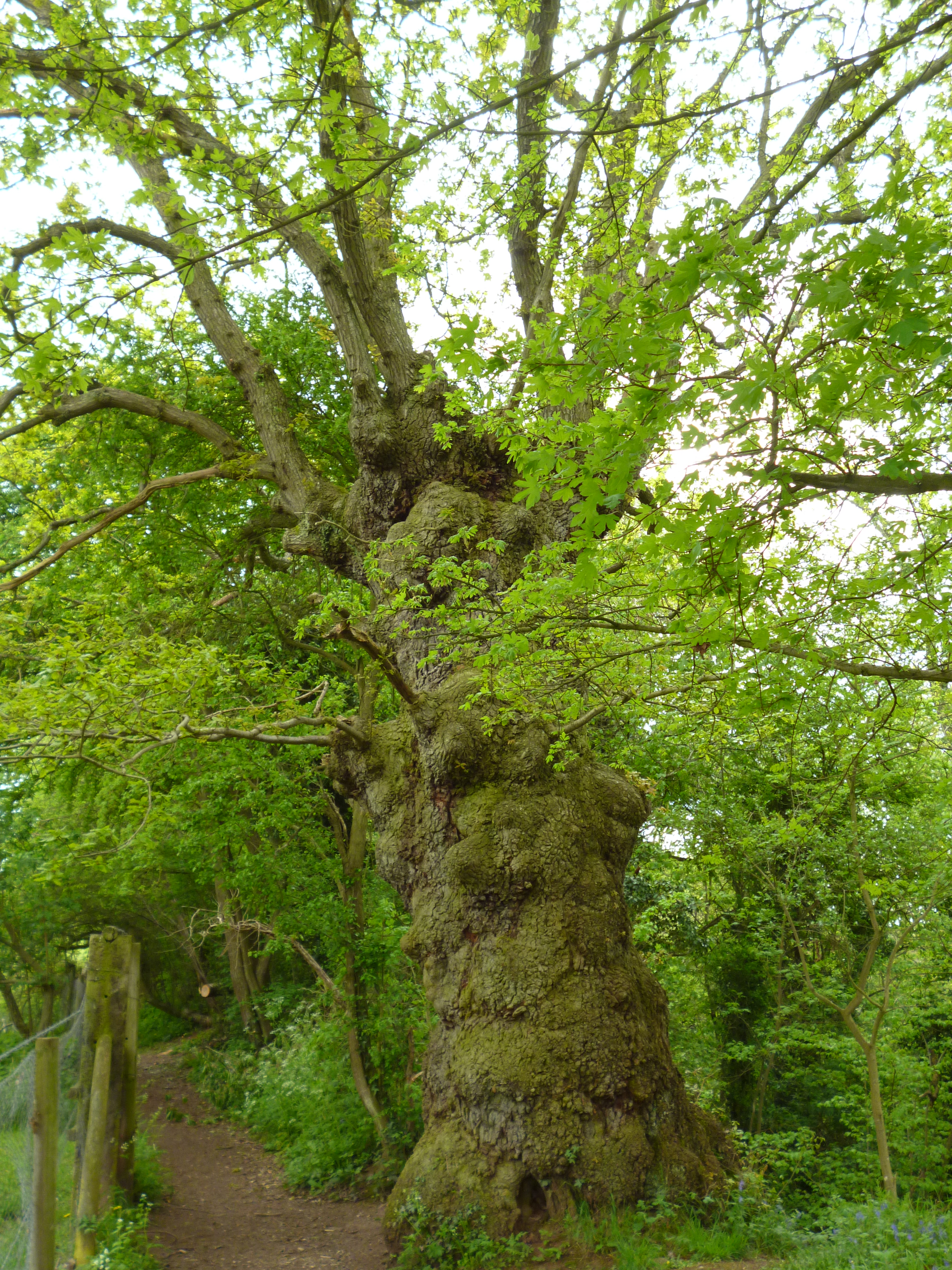
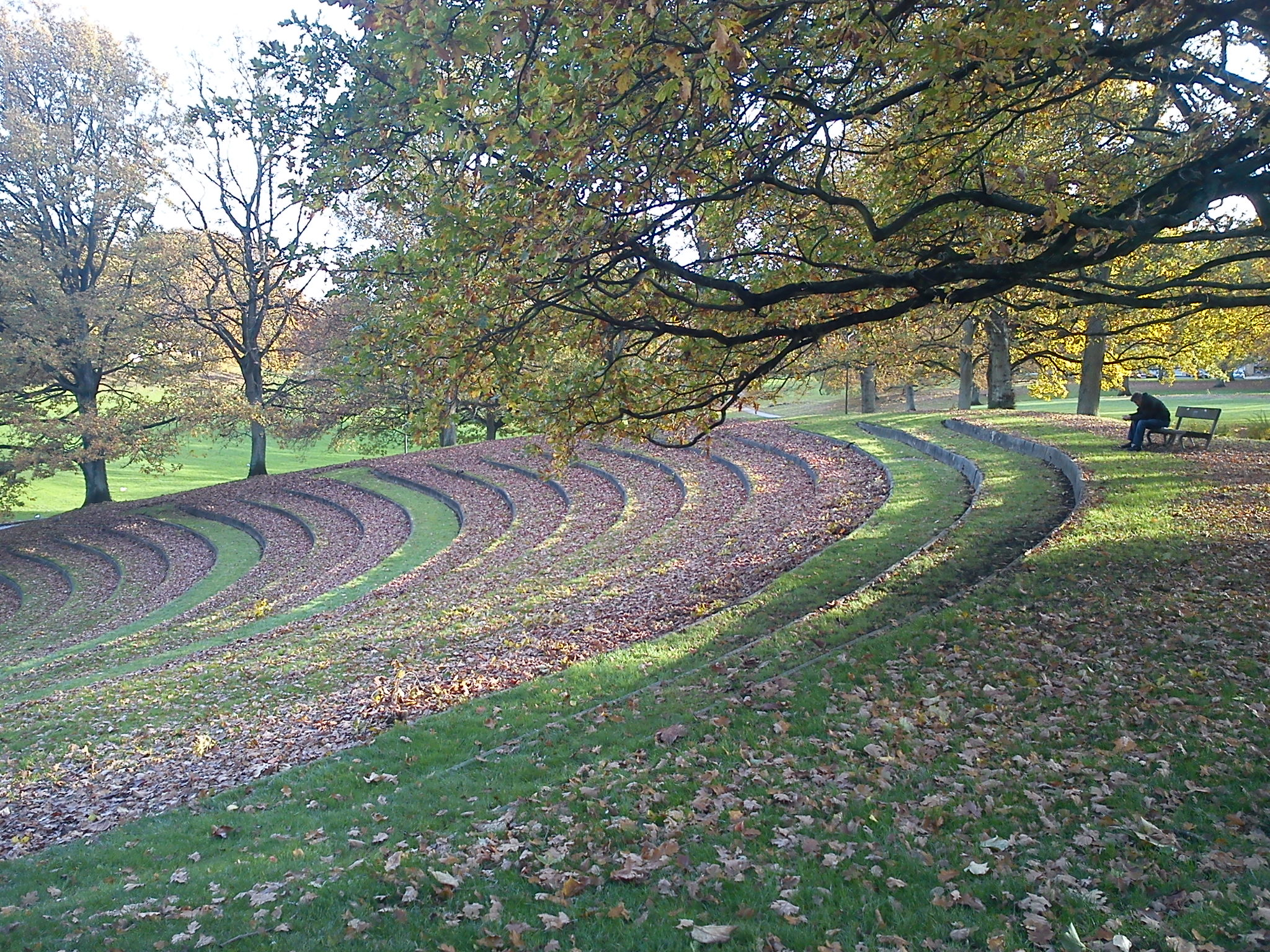